# Spiochaetopterus madeirensis
Spiochaetopterus madeirensis är en ringmaskart som beskrevs av Langerhans 1881. Spiochaetopterus madeirensis ingår i släktet Spiochaetopterus och familjen Chaetopteridae. Inga underarter finns listade i Catalogue of Life.